# 단 지로
단 지로(본명: 무라타 히데오, 1949년 1월 30일 ~ 2023년 3월 22일)는 일본의 배우, 모델이다. 돌아온 울트라맨의 주인공 고 히데키를 연기한 배우로 잘 알려져있다.

## 생애
미국 공군 소속이었던 스웨덴계 미국인 아버지와 한국계 일본인 어머니에서 태어난 혼혈로 그의 아버지는 한국전쟁 때 참전하였다가 전사했다. 울트라 시리즈 주인공 배우 중 가장 키가 크며 서구적인 마스크 덕분에 주로 모델로 많이 활약하였다. 

## 사망
2023년 3월 22일 향년 74의 나이에 폐얌으로 사망했다.

## 출연작
- 1971년 돌아온 울트라맨 - 고 히데키 역
- 2002년 인풍전대 허리케인저 - 카스미 잇키 역
- 2019년 기사룡전대 류소저 - 류소우 족의 장로 역